# Literatura en georgiano

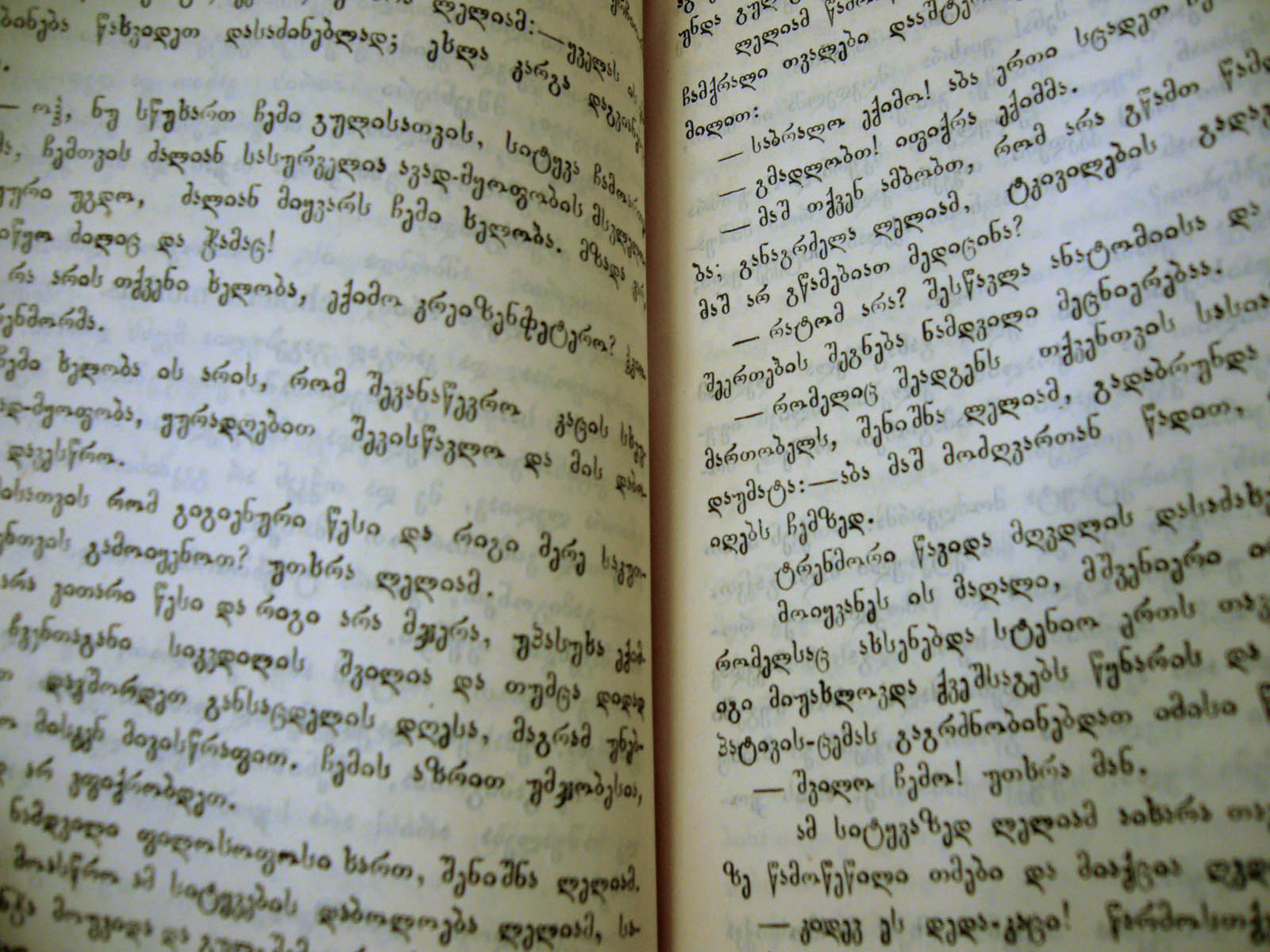
Libro georgiano de 1914 con la obra completa de Iliá Chavchavadze (1837-1907).

La literatura en georgiano es la realizada en georgiano, en su mayoría en la zona que es actualmente la República de Georgia.

## Primeras muestras
Las principales muestras de literatura popular georgiana pertenecen a teatro de máscaras berikova (carnaval) y qaenoba (Cuaresma), así como los urmuli (canciones de carreteros). Los esvanos tienen muchos cánticos relacionados con el herrero Dadijani que vive en el monte Elbrús.
Las primeras inscripciones georgianas datan del 433 y fueron encontradas en Bakura y Gri-Ormizda (Palestina), y en las celdas del monasterio de Belén (Israel); las primeras inscripciones en territorio georgiano se encuentran Bolnisi de Sioni (493-494). Del siglo V es el primer texto literario georgiano, el Tsamebay tsmidisa Shushanikisi dedoplisay (El martirio de la reina Santa Shushanik), de 480, siguiendo en el siglo VI el Tsamebay tsmidisa Evstatk Mtskheteli (El martirio de Evstati de Mkskheta), de autor anónimo. En Phasis (Poti) se creó una escuela de retórica y filosofía donde enseñaban maestros griegos.
Entre los siglos VII y VIII se tradujo la Biblia al georgiano. También se escribieron numerosas vidas de santos y sermones, como los del obispo Ioann de Bolnissi, de capellanes griegos como Gregorio de Nisa, Gregorio de Nacianzo, Juan Crisóstomo o Basilio el Grande, del traductor Seith Thargamni (siglos VIII-IX) en Palestina o del obispo de Mayuma (Palestina), San Pedro Murvanos o Petrus Iberus, fallecido en 488 o en 513). Se han encontrado antiguos manuscritos en georgiano en los monasterio de Iviron, fundado en el 979 en el monte Athos, en Grecia, y en el Monasterio de Santa Catalina del Monte Sinaí (Palestina).

## Edad Media

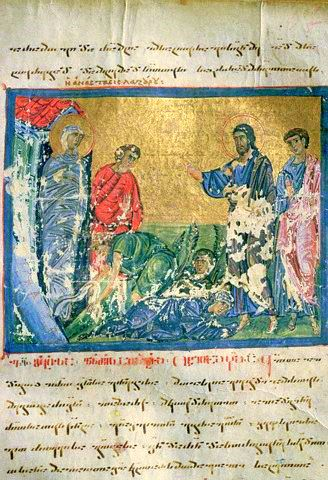
Página de un Sinasario, una colección de vidas de santos. En este caso, representando la resurrección de Lázaro (1030).

En el siglo IX, el poder y la cultura de Kartli fueron uno de los factores de consolidación nacional. Ioane-Zosimé fallecido en 978) escribió el Kebay da didebay kartulisa enisay (Elogio de la lengua georgiana), una de las primeras gramáticas de la lengua. Georghi Merchuli escribió Vida de San Gregorio Khandztekli. Durante este siglo se crearon los importantes centros de traducción y copia de manuscritos en los monasterios de Xatberdi y Opitza, donde se traducirá del griego y el latín y donde se tradujo por primera vez a estas lenguas la primera obra profana georgiana La sabiduría de Balavar. También destacaron Ekhthime Mthatzmindeli (950-1028), traductor de textos griegos y de una versión de la Biblia; Efren Mtsire (El joven, 1027-1100); Arseni Vachesde-Iqalthoeli (1075-1130), autor de himnos; Mikhael Modrekili (s. X); Jorge el Hagiorita (de la montaña santa, 1014-1066); Giorgi Khutsesmonazoni y Georgi Afonski (1009-1065), traductor de clásicos griegos al georgiano.
El neoplatónico Ioane Patridsi Chirchimeli (fallecido en 1125), discípulo de los bizantinos Miguel Psellus y Juan Italus, fundó la escuela filosófica georgiana. El drama georgiano Vis Ramiani (Vis y Ramian) fue adaptado en el siglo XII por Sargis T'mogveli a partir de un ciclo iranio similar al de Romeo y Julieta. El Amiran-Darejaniani (Romance de Armiran y Darijan) es un ciclo de cuentos de aventuras fantásticas (el Prometeo georgiano), atribuidos a Moses Khoneli. También fueron importantes Grigori Xahrukhadze, autor de la epopeya Tamariani, dedicada a la reina Thamar; y Ioane Xavteli (1184-1213), que compuso odas a Thamar y Davit en el Abdul-Messiani.

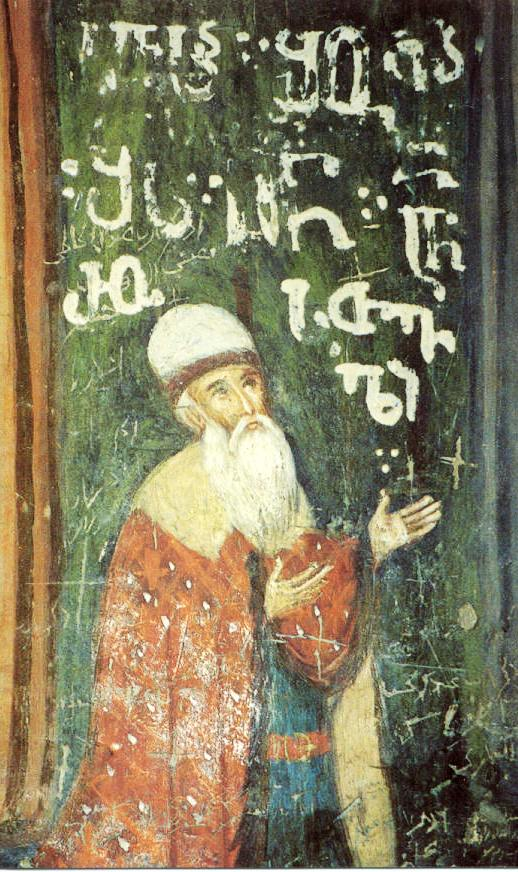
Shotá Rustaveli. Fresco en el Monasterio de la Cruz en Jerusalén.

Pero sin duda, los autores más destacados del periodo medieval fueron Shotá Rustaveli y Leonti Mroveli. Shotá Rustaveli (1167-1237), poeta y tesorero de la corte de Tamara de Georgia, fue el autor de Vepqis Tqaosani (El caballero en la piel de pantera), epopeya de 1.500 versos, que representa un himno a la vida, a la amistad y una profesión de fe en el hombre y en Dios, que funde el idealismo occidental, con la sagacidad oriental y el taranná georgiano. Está considerada como la gran obra de la literatura georgiana. Leonti Mroveli escribió algunos textos de las crónicas georgianas (Kartlis Tskhovreba o "La vida de Iberia"), una crónica que relata la historia de Georgia, donde se recogen las leyendas de San Ninus y Vakhtang Gorgassali, además de incluir un libro de costumbres en el que describe los órganos de gobierno. Consta de tres libros, Tskhoureba karvelta mepeta (Vida de los reyes georgianos), Tsemeba tsmidisa da dibebulisa mtsamisa Archilisi (Martirio del sagrado y noble mártir Archil) y Juanscher’s tskhoureba da mokalekoba Vakhtang Gorgalisa (Vida y reinado de Vakhtang Gorgassali).
Más tarde, en los siglos XI y XII, aparecieron dos obras más, la Tskhoureba da utseqeba Bagrationanta (Vida de los reyes bagrátidas) de Sumbat Davitisdze y Tskhoureba mepet-mepisa Davitisi (Vida del rey de reyes David).

## Edad Moderna
El primer libro georgiano impreso fue un diccionario georgiano-italiano, editado en una imprenta georgiana en Roma en 1629. En los siglos XVI al XVIII destacaron los anónimos Algusiani (Canto del rey Algus), Rostomiani, Sirinosiani y los doce cuentos Russoudiani; el rey Teimuraz I de Kartli (1589-1633), traductor de Leyla da Mekhnum al georgiano y autor del poema Tsemeba Ketevan dedoplisa (Padecimientos de la reina Ketevan); el rey Vakhtang V (1659-1676) escribió los Kartlis Moambé (Anales georgianos), de carácter científico y que pretendían edificar la memoria colectiva a través de las tradiciones orales georgianas; el también rey Artxil de Imeretia (1647-1713), autor de las obras ilustradas Sakartvelos Zneobani (Costumbres georgianas), Dabaaseba Katsisa da soplisa (Discusión entre el home y el mundo), Dabaaseba Teimurazisa da Rustavelisa (Discusión entre Teimuraz y Rustaveli) y los Artshiliani (poemas); Vakushti Bagration (1695-1772), hijo de Vakhtang VI, historiador y geógrafo escribió La descripción de Georgia; el cronista Sekhnia Chkheidze; el monje Suljan-Saba Orbeliani (1658-1728), con Sitquiskona (Diccionario georgiano), primera gramática y léxico georgianos modernos, así como el libre de carácter filosófico Dsigni Sibrzne-Sikruisa (Libro de la sabiduría y la mentira) y Mogzavroba Evropashi (Viaje a Europa). 
Josif Tbilebi escribió la épica Did Muraviani (siglo XVIII), biografía del héroe Saakadze, que desarrolla el tema central de la literatura georgiana: Prometeo encadenado, símbolo del país esclavizado y que se quiere liberar. Finalmente, hay que destacar los ilustrados Bessarion Gabashvili Besiki (1750-1791), Davit Guramishvili (1705-1792), autor de una Enciclopedia georgiana y del poema Davitiani (1774) de 8000 versos, que no fue publicado hasta 1870, y que es considerado como el precursor del renacimiento georgiano del siglo XIX.

## sigloXIX

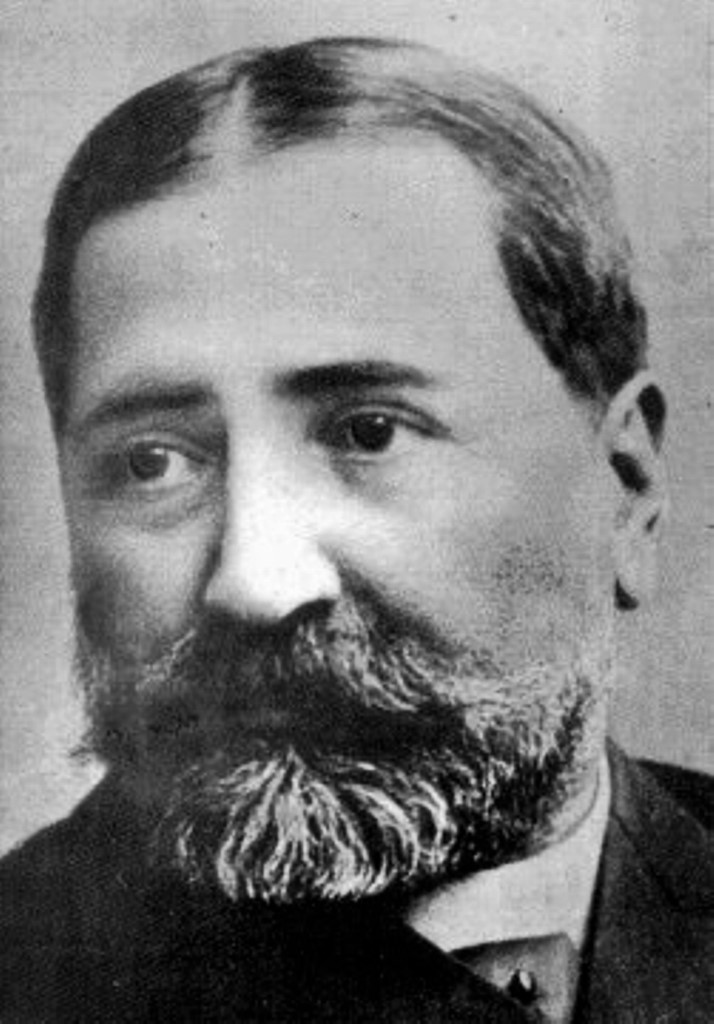
Iliá Chavchavadze.

El comienzo del renacimiento de la literatura georgiana se suele relacionar con el capellán Ioané Bagrationi (1768-1830), que escribió el compendio enciclopédico Kalmasoba (Cosecha, 1813-1828). Esto y la educación en San Petersburgo ayudaron a que surgiera una nueva generación de autores influidos por las corrientes occidentales. Entre ellos se encuentra Aleksandr Chavchavadze (1786-1846), poeta romántico hijo de un príncipe de Kajetia, considerado el Anacreonte georgiano; Giorgi Eristhavi (1811-1864), fundador del teatro moderno georgiano con comedias satíricas publicadas en Tsiskari (El alba, 1852); Lavrenti Ardaziani (1815-1870) con la novela realista Evgeni Tzagareli; Ioane Matxaveli (1854-1898), traductor de William Shakespeare; Ioseb Gigrashvili (1889-1965) poeta; el novelista Grigol Rchivlashvili, Nikoloz Lomauri, David Kldiashvili, etc. Algunos de ellos se agruparon alrededor del diario Droeba (Tiempo) y formaren el primer grupo literario importante, llamado Pirvali Dasi (Primer círculo); el más destacado fue Nikoloz Baratashvili (1817-1845), poeta romántico autor de Merani (Pegaso, 1842), Suli ovoli (Ánima solitaria, 1839) y Bedi Kartlisa (Destino de Georgia, 1839); Daniel Txonkadze (1830-1860) con Suramis tsikhe (El castillo de Suram); Grigol Orbeliani (1800-1883), poeta romántico; y los líderes del grupo, Vakhtanj Orbeliani (1812-1890), sobrino de Irakli II de Kartli y Kajétia, con Imidi (Esperanza) y el más comprometido de todos, Iliá Chavchavadze (1837-1907) autor de Kaçia adamiani (¿Esto es un hombre?, 1863), Glkikhis naamxobi (El cuento del contador), Gandeghili (En ermitaño) y la novela El lago de Basaleti.
En 1881 el naturalista Mikhail Gurxenidze editó la revista literaria Imidi (Esperanza), en la que publicaron Grigol Volski, Dominika Mdivani, Dubu Megreli, Grigol Abashidze, Eudoshvili y Iósif Grishashvili. Alrededor e influidos por el populismo ruso de Herzen y otros, se formó el grupo Meore Dasi (Segundo círculo), en el que destacaron los príncipes imeretis Giorgi Tsereteli (1842-1900), con las novelas Teymuraz Bagrationi, (Bagrat el grande, 1894) y El primer paso (1890) y fundó la revista Kvali; su hermano Akaki Tsereteli (1840-1915) autor de Medea (1894), Torniké eristhavi (El duque Thornic, 1884), Sulikó (1895) y El puñal; Alexander Qazbeghi (1848-1893) autor de Elguzha (1881); y el crítico literario Rapo Eristhavi (1824-1901).

## sigloXX
Entre los autores de comienzos de siglo destacaron en primer lugar los miembros del grupo simbolista Tsisperi kantsebi (Cuernos azules), autores de la antología poética del mismo título, publicada entre 1916 y 1919. El grupo incluía a los poetas Paolo Iashvili (1894-1937), suicidado en la prisión; Titsián Tabidze (1895-1937), ejecutado por Stalin, autor de los poemas Rionporti (El puerto de Rion, 1928) y Samshoblo (Patria, 1936); el poeta Galaktión Tabidze (1892-1952), con la colección Galaktion Tabidzis zhurnali (1922-1923); Valerián Gaprindashvili (1889-1941); Grigol Robakidze, con la novela Guelis peranga (La piel de la serpiente, 1928); y Giorgi Leonidze (1899-1966), con los poemas Samgori, ambavi Tbilisisa da Samgoris (Samgori, la historia de Tiflis y Samgori, 1950) y Portokhala (Portugal, 1937).

Vazha-Pshavela, antes de 1899.

Otros autores fueron el dramaturgo Shalva Dadiani (1874-1959); Chio Dedabrishvili Arasvispireli (1887-1926), creador del género «miniatura»; Mijeíl Dzhavajishvili (1880-1937), quien colaboró en la revista Iveria y en 1909 editó el diario Eri (Pueblo), autor de los novelas Arsene Marabdeli (1930), Jaqow khiznebi (Las favoritas de Jaqos, 1925) y Tetri saqelo (Collar blanco, 1924); el gran maestro Vazha-Pshavela (1861-1915) con los poemas Gvelismchameli (El come-culebres) y Stumarmas pindzeli (El anfitrión y el huésped); el poeta Alexander Abasheli (1884-1954), con Mzis sitsili (Reír de sol, 1913), Antebuli Khervani (Avenida ardiente, 1923) y Mzi da Samshoblo (Sol y país, 1939); Joseb Grishashvili (1889-1965) con el poema Sabavshvoleksebi (1948); Sergo Kldiashvili (1893-?) con Provintsiis mtvare (Luna provinciana, 1924), Perpli (Cenizas, 1932), Svanuri motkhrobebi (Cantos svanets, 1934) y Irmis Khevi (El valle del ciervo, 1944); Niko Lortkipanidze (1880-1944), autor de Bilikebidar liandagze (Del camino a pie en la vía férrea, 1928), Raindebi (Caballeros, 1923), Mriskhane batoni (El hombre enfadado, 1911), Panashvili (Canción de funeral, 1914), Keto (1914) y Tqed qopilis dabruneba (Regreso desde el cautiverio, 1944); Demna Xengelaia (1896-1980) con la novela Bata kekija (1933); el poeta Chico Chkhikvadze (1883-1920), Kolau Nadiradze (1895-?) y Karlo Kaladze (1907) con los poemas Prolemaf, Rogor y Khatidja.
Tras la llegada de los soviets al poder, curiosamente, se produjo una importante explosión cultural. Como músicos destacarían Z. Paliev, con Abesalam da Eteria (1915); Viktor Dolidze con Leyla y Taissana; Melitón Balanchivadze (padre de George Balanchine) con La astuta Tamara; Nikoloz Suljanishvili destacó por su Guthuri (Corazones); Zakaria Peliashvili (1872-1933) fundaría la ópera georgiana; y Migvinet-Ujutzessi con Amirani.
Sin embargo, a comienzos de la década de 1930 se disolvió la asociación de poetas Arifioni. Posteriormente destacaría el poeta Grigol Abashidze (1913), con Astpursela (1940), Samkhetis sazghvarze (En la frontera sur, 1949), Kornali (1967) y Didi ghame (Gran noche, 1962); el maestro Konstantiné Gamsakhurdia, (1891-1975) con las novelas Dionisos ghimili (La sonrisa de Dionisos, 1925), Didostatis marjvena (La mano del gran maestro, 1938), Mtavaris mstatseva (Huyendo con la luna, 1938), Vazis qvaviloba (Flor de viña ,1959) y la obra maestra Davit Aghmashenebeli (David el Constructor, 1946-1958), posteriormente sus memorias Mnatobi (Hacer, 1963) fueron prohibidas; Akaki Gatserelia (1909-) con Muravi (1945) y Chir jurt (1942); Mikhail Mrevlishvili (1904) con Inon (1926) y Nikoloz Baratashvili (1949); Nodar Dumbadze (1928), director de la revista satírica Niangi (Cocodrilo); Irakli Abashidze (1909) con Palestina, Palestina (1964) y Siguiendo los pasos de Shotá Rustaveli; el poeta Simon Chikovani (1902) autor de Simghera Davit Guramishvilze (La canción de David Guramishvilze, 1944); el narrador Tamaz Txiladze (1931), con Shuadge (Mediodía, 1962) y Gaseirnoba ponis elit (Conduciendo un carro con poni, 1961); Aleksander Mirtskhvlava (1903-?) con los poemas Enguni (1937) y Gangashi (Problemas, 1931); el poeta Otar Txiladze (1933) con Tamzxiladze (1971); y C. Apkhaïdze (1894-1968).

## Figuras
A continuación se muestran las principales figuras literarias georgianas:

### Poetas
- Shotá Rustaveli
- Alexander Abasheli
- Irakli Abashidze
- Rati Amaglobeli
- Lado Asatiani
- Nikoloz Baratashvili
- Iliá Chavchavadze
- David Dephy
- Valerián Gaprindashvili
- Terenti Graneli
- Ioseb Grishashvili
- Paolo Iashvili
- Ana Kalandadze
- Giorgi Leonidze
- Mukhran Machavariani
- David Magradze
- Kolau Nadiradze
- Vazha-Pshavela
- Titsián Tabidze
- Galaktión Tabidze
- Akaki Tsereteli

### Teatro
- Sandro Akhmeteli
- Kote Marjanishvili
- Robert Sturua
- Lasha Tabukashvili
- Mikheil Tumanishvili

### Novelistas
- Erlom Akhvlediani
- Zaira Arsenishvili
- Vasil Barnovi (Barnaveli)
- Luka Bakanidze
- Mariam Bekauri
- Salome Benidze
- Lasha Bugadze
- Zaza Burchuladze
- Rezo Cheishvili
- Otar Chiladze
- Tamaz Chiladze
- Otar Chkheidze
- Gela Chkvanava
- Goderdzi Chokheli
- Shalva Dadiani
- Guram Dochanashvili
- Teona Dolenjashvili
- Nodar Dumbadze
- Nana Ekvtimishvili
- Marina Elbakidze
- Davit Gabunia
- Konstantine Gamsakhurdia
- Naira Gelashvili
- Levan Gotua
- Terenti Graneli
- Abo Iashaghashvili
- Revaz Inanishvili
- Otia Ioseliani
- Kote Jandieri
- Basa Janikashvili
- Irakli Javakhadze
- Mikheil Javakhishvili
- Otar Jirkvalishvili
- Maka Jokhadze
- Jemal Karchkhadze
- David Kartvelishvili
- Zurab Karumidze
- Beso Khvedelidze
- Leo Kiacheli
- Archil Kikodze
- David Kldiashvili
- Ana Kordzaia-Samadashvili
- Beka Kurkhuli
- Zviad Kvaratskhelia
- Bacho Kvirtia
- Maka Ldokonen
- Zurab Lezhava
- Irakli Lomouri
- Tamta Melashvili
- Maka Mikeladze
- Aka Morchiladze
- Mikho Mossulishvili
- Guram Odisharia
- George Papashvily
- Guram Panjikidze
- Tamri Pkhakadze
- Guram Rcheulishvili
- Grigol Robakidze
- Rusudan Rukhadze
- Nino Sadgobelashvili
- Zaal Samadashvili
- Irakli Samsonadze
- Nugzar Shataidze
- Aleko Shughladze
- Gigi Sulakauri
- Irma Tavelidze
- Ekaterine Togonidze
- Avksenty Tsagareli
- Tsotne Tskhvediani
- David Turashvili
- Jaba Zarkua

- Datos: Q3736210
- Multimedia: Literature of Georgia / Q3736210